# Тёни, Роланд
Роландо Тёни (итал. Rolando Thoeni, нем. Roland Thöni; 17 января 1951, Трафои, Трентино-Альто-Адидже — 4 апреля 2021, Больцано, Трентино-Альто-Адидже) — итальянский горнолыжник, выступавший в 1970-х годах. Призёр Олимпийских игр, двоюродный брат олимпийского чемпиона Густава Тёни.

## Карьера
В Кубке мира Роланд Тёни начал активно выступать в начале 1970-х годов. В феврале 1971 года в швейцарском Мюррене показал седьмой результат в слаломе, впервые попав в десятку лучших в кубке мира.
Самым успешным в карьере итальянца оказался олимпийский сезон 1971/72. В этом сезоне он установил все свои личные рекорды. На Олимпиаде в Саппоро Роланд показал 27-й результат в гигантском слаломе, а в слаломе завоевал бронзовую медаль, уступив секунду испанцу Франсиско Фернандесу Очоа и 0,02 с в борьбе за серебро двоюродному брату Густаву.
В том же сезоне за три дня завоевал все свои кубковые подиумы. 16 марта 1972 в Валь-Гардене был третьим в гигантском слаломе, а два следующих дня побеждал на слаломных этапах в Мадонна-ди-Кампильо и Пра-Луп соответственно.
Без особых успехов выступал в Кубке мира вплоть до Игр в Инсбруке. Там итальянец участвовал только в скоростном спуске, где занял 14-е место, проиграв 2,40 с австрийцу Францу Кламмеру, но опередив Густава Тёни. После Олимпиады завершил спортивную карьеру. Владел фирмой по прокату горнолыжной экипировки.